# 사회자유주의 정당 목록
이 문서는 세계의 사회자유주의 정당들의 목록이다. 보통 중도 성향으로 분류된다. 
다만 지역에 따라서 평가가 조금씩 다른데 아시아 같이 사회보수주의가 강하게 자리잡은 지역에서는 중도~중도좌파 또는 단순 중도좌파로 분류되기도 한다. 한국에서는 사회자유주의 성향의 정의당이 단순 중도좌파 성향으로 분류되었고 이재명계 등 사회자유주의 파벌이 있는 더불어민주당이 한국 기준에서 중도~중도좌파 성향으로 평가받는다.
반면 진보적인 서유럽의 정치에서는 사회자유주의를 표방하지만 프랑스의 민주운동처럼 중도~중도우파로 평가받기도 하며 드문 경우이지만 스웨덴의 자유당처럼 단순 중도우파의 위치에 있기도 하다.

## 현존하는 사회자유주의 정당

### 아시아
대한민국
- 더불어민주당(주류)
- 정의당(일부)
- 기본소득당

 말레이시아
- 인민정의당

 미얀마
- 국가민주세력

 싱가포르
- 민주당

 이스라엘
- 하트누아
- 예시 아티드
- 쿨라누

 일본
- 입헌민주당

 중화민국
- 민주진보당

 홍콩
- 민주파
  - 민주당
  - 공민당

### 유럽
그리스
- 강

 네덜란드
- 민주66

 노르웨이
- 자유당

 덴마크
- 사회자유당

 독일
- 독일 사회민주당
- 동맹 90/녹색당

 러시아
- 야블로코

 룩셈부르크
- 민주당

 리투아니아
- 노동당

 몬테네그로
- 진보적인 몬테네그로

 보스니아 헤르체고비나
- 우리당

 벨기에
- 비반트
- 벨기에 개혁운동

 세르비아
- 충분하다 - 재시작

 스웨덴
- 자유당
- 중앙당

 스페인
- 연합, 진보, 민주주의

 슬로베니아
- 자유민주당
- 현대중앙당

 아이슬란드
- 밝은미래

 영국
- 자유민주당
- 북아일랜드 연합당

 이탈리아
- 급진주의자들

 올란드 제도
- 자유당

 크로아티아
- 인민당
- 이스타리아 민주 회의

 코소보
- 코소보 민주당

 체코
- 열린 사회를 위한 당

 프랑스
- 전진하는 공화국!
- 좌익급진당
- 급진당
- 민주운동

 핀란드
- 중도당
- 스웨덴 인민당

 헝가리
- 민주연합
- 자유당

### 아프리카
남아프리카 공화국
- 민주동맹

 이집트
- 입헌당

### 북아메리카
그린란드
- 민주당

 미국
- 민주당
- 공화당(일부정파)
  - 화요일 그룹

 바하마
- 진보자유당

 캐나다
- 자유당

### 중·남아메리카
브라질
- 브라질 사회민주당

 칠레
- 사회민주급진당

### 오세아니아
오스트레일리아
- 민주당
- 닉 제노폰팀

## 과거에 존재했던 사회자유주의 정당
대한민국
- 개혁국민정당
- 열린우리당
- 국민참여당
- 열린민주당

 독일
- 진보인민당
- 독일 민주당
- 독일 인민당 (1868년)

 영국
- 자유당

 일본
- 민주당 (1998년)
- 민진당
- 舊 입헌민주당

## 기타
- 지역정당은 따로 표기
  - 예: 스코틀랜드 국민당은 영국의 정당이지만 스코틀랜드 지역정당이기 때문에 "ㅇ" 항목이 아닌 "ㅅ" 항목에 표기한다.
- 타이완은 중화민국으로 표기
- 대륙별로 분류, 대륙 내 사회자유주의 정당이 존재하는 국가의 순서는 가나다 순으로 분류하되 정당은 그 나라의 인기, 의석수로 분류

1. ↑  “The loser in South Korea's last presidential race has another go”. 《The Economist》. 2017년 3월 30일. The country now faces a snap presidential election on May 9th. After almost a decade of conservative rule, the ballot looks likely to be a victory for the more socially liberal Minjoo party: its support is the highest it has ever been, at 50%. Mr Moon, who led the party until January last year, has topped the polls for president for almost three months.